# Проспект Ильича (Нижний Новгород)
Проспект Ильича́ — улица в Нижнем Новгороде, одна из центральных улиц Автозаводского района города. Начинается от проспекта Ленина и идёт в западном направлении, заканчиваясь пересечением с улицей Левитана.

## История
Проспект, вместе с проспектом Кирова, является одной из первых улиц Автозаводского района. Начал застраиваться в начале 1930-х годов, одновременно со строительством Горьковского автомобильного завода, как часть крупного жилого массива — Соцгорода автозавода.
С началом Великой Отечественной войны первый отряд автозаводцев-политбойцов, ушедших добровольцами на фронт, был сформирован 30 июня 1941 года на проспекте Ильича, 31 (в настоящее время — здание администрации Автозаводского района Нижнего Новгорода). Отряд формировался из партийного и комсомольского актива района

## Объекты
На проспекте располагается администрация Автозаводского района Нижнего Новгорода (проспект Ильича, дом 31).
В домах 54 корпус 1-4 располагается городская клиническая инфекционная больница № 23.

## Пересекает
Проспект Ильича пересекает (с востока на запад): проспект Ленина, улицу Героя Советского Союза Поющева, проспект Октября, улицы Лоскутова, Челюскинцев, Школьная, Краснодонцев, Ватутина, бульвар Коноваленко, улицы Красных Партизан, Толбухина, Дегтярёва, Красноуральская, Левитана.

## Количество домов по категории
| Категория                                  | Количество домов |
| ------------------------------------------ | ---------------- |
| Жилые дома                                 | 40               |
| Жилые дома с административными помещениями | 25               |
| Административные здания                    | 7                |
| Медицинские учреждения                     | 7                |
| Хозяйственные корпусы                      | 2                |
| Бани, сауны                                | 1                |